# Erioptera (Erioptera) dama
Erioptera (Erioptera) dama is een tweevleugelige uit de familie steltmuggen (Limoniidae). De soort komt voor in het Palearctisch gebied.